# Alberto Augusto Miranda
Alberto Augusto Miranda (Vila Real, 21 de Fevereiro de 1956), é um escritor português, tendo publicadas 16 obras de poesia, teatro e ficção, para além de traduções. Das suas obras constam os seguintes títulos: " Vento" (Lisboa, 1998) ; Dame con la noche / Dá-me Com A Noite (León, edição bilingue, poesia, 2001), O_Estando (Lisboa, poesia, 2004), Nojo (Paris, 1979, teatro), Borbotom (Lisboa 2006, teatro), Lembrandt (Lisboa, 2011), Extra-dicção (Porto, 2014)
Encenou Ninguém Ama Ema a partir de Húmus de Raul Brandão e Sítios Sitiados de Luiza Neto Jorge (Lisboa, 2001, interpretação de João Ascenso e Sónia Alves. Bases laterais: Carla Simões e Aurélie Quilgars); Três Quadros de Virgínia Woolf, com Alexandra Bernardo, Célia Machado, Laura Moura e Sónia Alves (Lisboa, 2005).

Um dos seus últimos trabalhos é a encenação do poema Branco e Vermelho de Camilo Pessanha, estreado em Lisboa em Fevereiro de 2006, com interpretação de Alexandra Bernardo
. Encenou ainda "São As Minhas Vozes A Cantar" a partir da obra de Alejandra Pizarnik (Lisboa, Sociedade Guilherme Cossoul, 2006)
Compôs várias obras musicais para cinema, dança, teatro e canções.  